# Sennevoy-le-Bas
Sennevoy-le-Bas település Franciaországban, Yonne megyében. Lakosainak száma 77 fő (2022. január 1.). Sennevoy-le-Bas Gigny, Fontaines-les-Sèches, Laignes, Jully és Sennevoy-le-Haut községekkel határos.

## Népesség
A település népessége az elmúlt években az alábbi módon változott:
| Lakosok száma | 99   | 93   | 106  | 86   | 81   | 77   | 76   | 75   | 77   |
|               | 2013 | 2015 | 2016 | 2017 | 2018 | 2019 | 2020 | 2021 | 2022 |